# Objeto Quase
Objecto Quase é um livro de contos de 1978 de José Saramago. Reúne seis narrativas curtas em que seu autor, o escritor português José Saramago, utiliza uma linguagem poética para fundir homens, seres e coisas em diferentes cenários.
Em "A cadeira", o assento de um ditador vai sendo lentamente corroído até que ele se estatele no chão – referência clara à queda de Salazar, o ditador português. Nos contos, homens e coisas formam o mundo, cuja dinâmica se abala com a distância ou a desunião.
"A cadeira ainda não caiu. Condenada, é como um homem extenuado por enquanto aquém do grau supremo da exaustão: consegue aguentar seu próprio peso. Vendo-a de longe, não parece que o Anobium a transformou, ele cow-boy e mineiro, ele no Arizona e em Jales, numa rede labiríntica de galerias, de se perder nela o siso."
Outro dos contos incluídos neste livro é "Embargo"(adaptada a curta-metragem pelo realizador português António Ferreira em 2010. Um homem normal faz o que costuma a fazer todos os dias. Acorda, arruma-se, sai
de casa, pega o seu carro. Mas esse dia será diferente. Depois de parar num posto de gasolina ele percebe que o seu carro começa a ter vontade própria e pára em todos os postos que ainda têm gasolina disponível. Sabe-se que há um embargo de petróleo causado pelos árabes e que esse embargo vai afectar o mundo inteiro. Os postos de gasolina estão lotados com filas de automóveis em busca de combustível, que se tornou fonte rara. O carro que toma vida embarga a vida rotineira do homem, atrasa-o do trabalho. A perplexidade de ver o carro com vida faz o homem perceber que agora ele está preso dentro dele, agarrado ao banco, impossibilitado da sua vontade, sozinho, sem ajuda.
"Acordou com a sensação aguda de um sonho degolado e viu diante de si a chapa cinzenta e gelada da vidraça, o olho esquadrado da
madrugada que entrava, lívido, cortado em cruz e escorrendo de transpiração condensada. Pensou que a mulher se esquecera de correr o cortinado ao deitar-se, e aborreceu-se: se não conseguisse voltar a adormecer já, acabaria por ter o dia estragado. Faltou-lhe porém o ânimo para levantar-se, para tapar a janela: preferiu cobrir a cara com o lençol e virar-se para a mulher que dormia, refugiar-se no calor dela e no cheiro de seus cabelos libertos. […]" 
"[…] Sentia fome. Urinara outra vez, humilhado demais para se envergonhar e delirava um pouco: humilhado, himolhado. Ia declinando sucessivamente, alterando as consoante e as vogais, num exercício in consciente e obsessivo que o defendia da realidade. Não parava
porque não sabia para que iria parar. Mas, de madrugada, por duas vezes, encostou o carro a berma e tentou sair devagarinho, como se entretanto ele e o carro tivessem chegado a um acordo de pazes e fosse a altuar de tirar a prova da boa-fé de cada um. Por duas vezes falou baixinho quando o assento o segurou, por duas vezes tentou convencer o automóvel a deixa-lo sair a bem, por duas vezes num descampado nocturno e gelado, onde a chuva não parava, explodiu em gritos, em uivos, em lágrimas, em desespero cego. As feridas da cabeça e da mão voltaram a sangrar. E ele, soluçando, sufocado, gemendo como um animal aterrorizado, continuou a conduzir o carro. A deixar-se conduzir."